# Джон Валліс
Джон Валліс, точніше — Волліс (англ. John Wallis; 23 листопада (3 грудня) 1616 — 28 жовтня (8 листопада) 1703) — англійський математик, один з попередників математичного аналізу. Між 1643 і 1689 служив головним криптографом у парламенті, а потім і при королівському дворі. Йому також приписують введення символу ∞ нескінченності. Він так само використовував 1 / ∞ для нескінченно малої величини.

## Біографія
Валліс — син священика з Ешфорда, графство Кент. Вже в молодості викликав захоплення як феноменальний лічбар: якось в умі здобув квадратний корінь з 53-значного числа. Проте жодної математичної освіти він не мав, навчався самостійно.
Після закінчення Кембриджського університету (Еммануель-коледж, 1632–1640) став священиком англіканської церкви та здобув ступінь магістра. Після одруження (1645) змушений був залишити університет, оскільки від професорів у ті роки була потрібна обітниця безшлюбності.
Блискуче знав мови: латинську, грецьку, іврит, в 1647—1648 роках самостійно удосконалювався в математиці, вивчаючи праці Декарта та Отреда. Незабаром почав власні математичні дослідження. В період революції прославився розшифровкою перехоплених листів прихильників короля. Однак він виступив проти страти короля Карла I. Репутація видатного математика, заслужена Валлісом до того часу, призвела до того, що в 1649 його запросили в Оксфорд зайняти звільнену там (після вигнання кількох роялістів) кафедру геометрії, яку Валліс займав до кончини в 1703. Виконував також почесні обов'язки зберігача Оксфордського університетського архіву.
Після реставрації монархії (1660) завоював довіру нового короля, Карла II, який призначив його придворним священиком. Валліс брав участь у створенні (1660) Лондонського Королівського товариства — британської Академії наук — і став одним з перших її членів. Помер в Оксфорді, похований там же в церкві св. Марії. Прижиттєве зібрання наукових праць Валліса вийшло в 1693—1699 роках.

## Аналітична геометрія

Конічне ребро Валліса

У 1655 році Валліс опублікував трактат про конічні перетини, в яких вони були визначені аналітично. Це була рання книга, в якій ці криві розглядаються і визначаються як криві другого ступеня. Це допомогло видалити деякі складності і неясності з роботи Рене Декарта про аналітичну геометрію. В трактаті про конічні перетини, Джон Валліс популяризував символ ∞ нескінченності. Він писав: «Я вважаю, будь-якій площині (відповідно до геометрії неподільної з Кавальєрі), яка складатиметься з нескінченного числа паралельних ліній, або, як я волів би, нескінченного числа паралелограмів тієї ж висоти; (Нехай висота кожного з них буде нескінченно мала частина 1 / ∞ всієї висоти, і нехай символ ∞ позначимо нескінченністю) і висота все надолужить висоту фігури.»

## Калькулятор

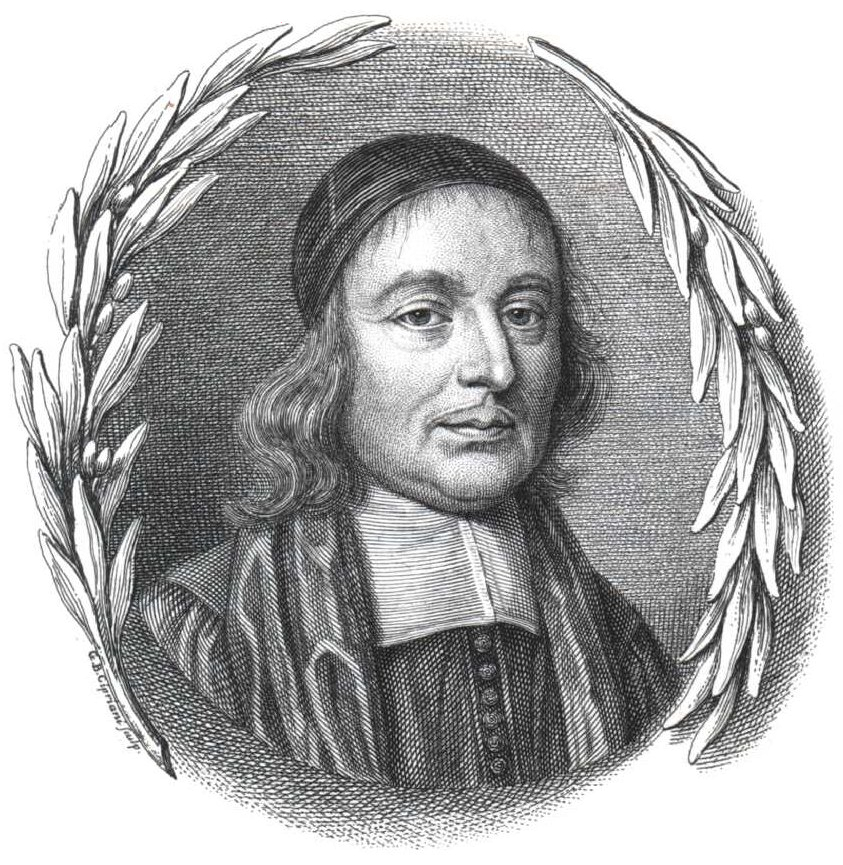
Джон Валліс

Інший аспект математичних навичок Валліса була його здатність робити розрахунки. Він погано спав і часто рахував подумки, коли лежав у ліжку. Одного разу вночі він розраховував в голові квадратний корінь з числа з 53. Вранці він повністю продиктував 27-значний квадратний корінь з числа, як і раніше з пам'яті. Це був подвиг, який був розглянутий, і Генрі Ольденбург, секретар Королівського товариства, направив колегу розслідувати, як Валліс це зробив.

## Пам'ять
На честь Валліса названо астероїд 31982 Джонволліс.

## Наукові досягнення

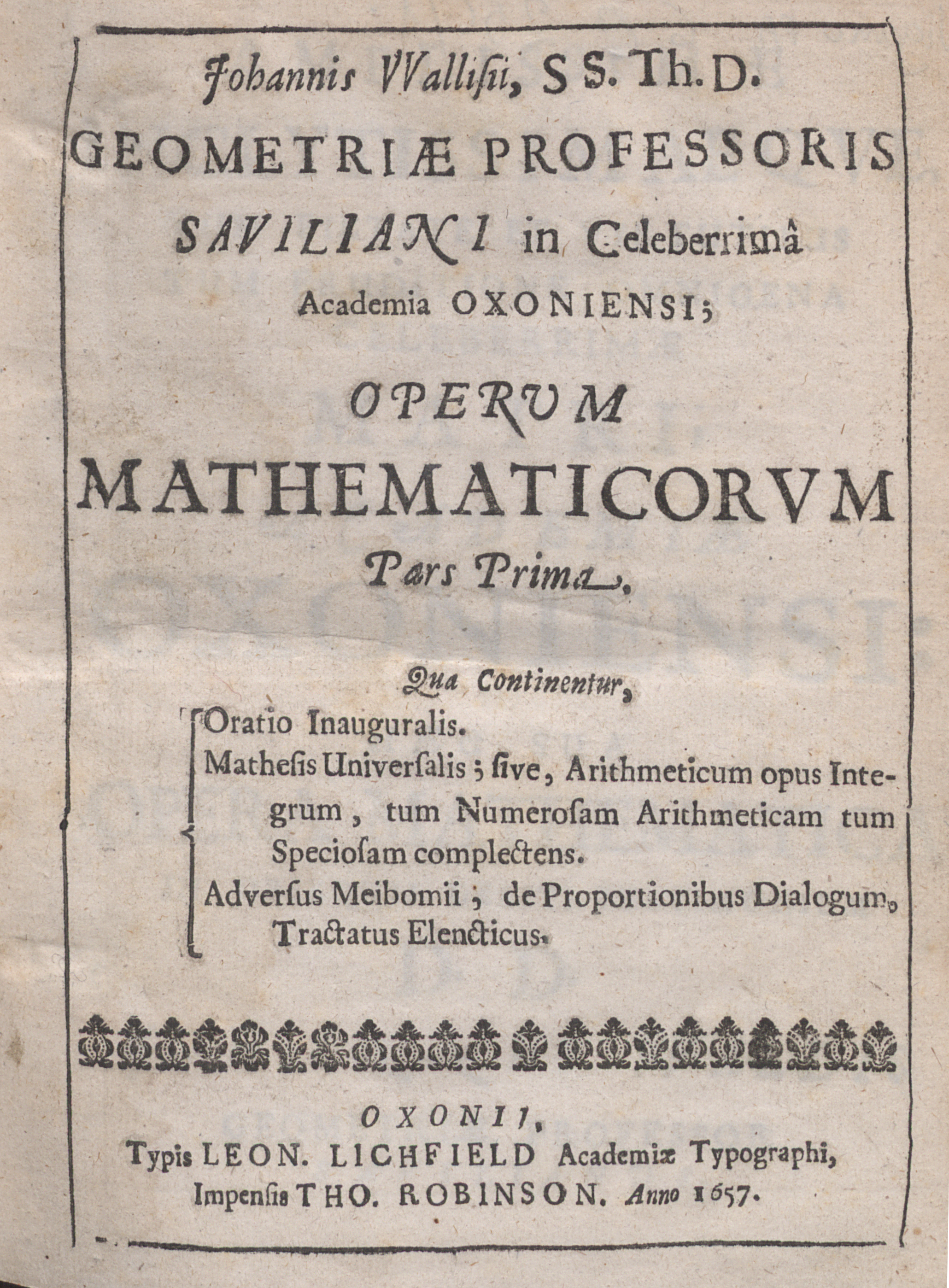
Opera mathematica, 1657

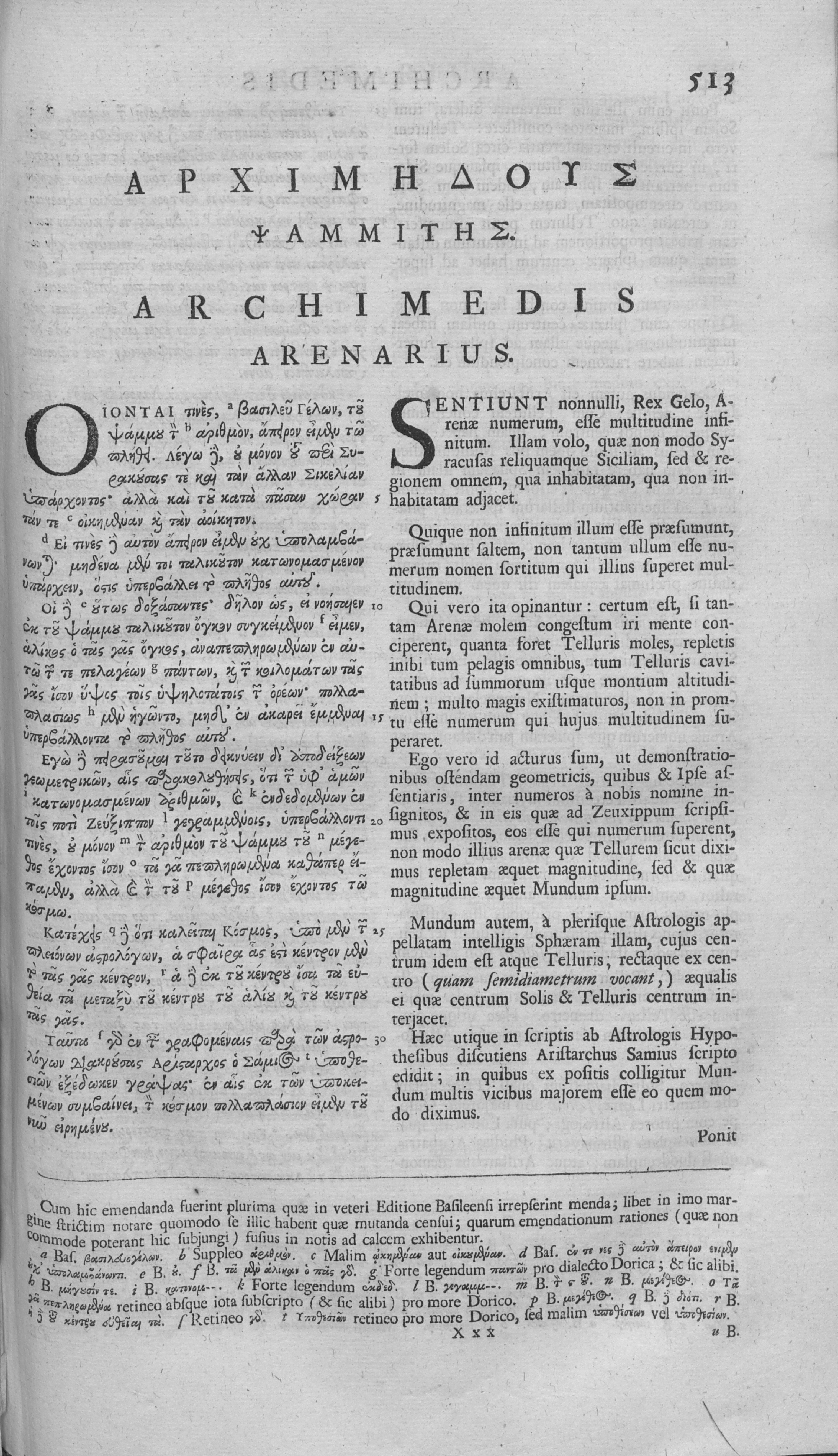
Opera mathematica, 1699

Валліс отримав значні результати в математичному аналізі, геометрії, тригонометрії, теорії чисел.
В 1655 Валліс видав великий трактат «Арифметика нескінченного» (лат. Arithmetica Infinitorum sive Nova Methodus Inquirendi in Curvilineorum Quadraturam, aliaque Difficiliora Matheseos Problemata), де ввів придуманий ним символ нескінченності. У книзі він сформулював суворе визначення межі змінної величини, продовжив багато ідей Декарта, вперше ввів негативні абсциси, обчислив суми нескінченних рядів — власне інтегральні суми, хоча поняття інтеграла тоді ще не було.
Там же була приведена знаменита формула Валліса:
{\displaystyle {\frac {\pi }{2}}={\frac {2\cdot 2\cdot 4\cdot 4\cdot 6\cdot 6\cdot 8\cdot 8}{1\cdot 3\cdot 3\cdot 5\cdot 5\cdot 7\cdot 7\cdot 9}}\cdots }
У «Трактаті про конічні перетини», додатку до «Арифметиці нескінченного», Валліс розвинув «метод неподільних Кавальєрі», перенісши його з геометричної бази на алгебраїчну за допомогою поняття нескінченно малої. Тут він також, в сучасній термінології, обчислив ряд певних інтегралів для степеневої функції та близьких до неї функцій. Починаючи з Валліса, конічні перетини розглядаються як плоскі криві; при цьому Валліс використав не лише декартові, але й косокутні координати.
У математиці Валліс завжди приділяв особливу увагу практично-обчислювальним аспектам, часто нехтуючи суворими доказами. Свої університетські лекції з алгебри він опублікував у вигляді монографії «Загальна математика, або повний курс арифметики» (1657). У ній він творчо переробив досягнення алгебри від Вієта до Декарта. 1685 року він опублікував значно доповнений «Трактат з алгебри», який історики розцінюють як алгебраїчну енциклопедію свого часу. Трактат містив, серед іншого, докладну теорію логарифмів, розкладання бінома, наближені обчислення, а також геометричну інтерпретацію комплексних чисел, що залишилася непоміченою сучасниками. Валліс перший дав сучасне визначення логарифмування як операції, зворотної до піднесення до степеня; Непер, винахідник логарифмів, визначив їх кінематично, затушувавши їх справжню природу. Валліс ввів терміни: мантиса, інтерпретація, неперервний дріб, інтерполяція, вивів рекурентні співвідношення для відповідних дробів неперервного дробу.
Праці Валліса справили велике враження на молодого Ньютона. Саме в листах до Валліса Ньютон вперше відкрито сформулював принципи своєї версії диференціального числення (1692), і з дозволу автора Валліс опублікував ці листи у перевиданні свого «Трактату з алгебри» (1693).
1693 року Валліс у своїй роботі відтворив переклад твору Насир ад-Діна ат-Тусі про п'ятий постулат та запропонував еквівалентне, але більш очевидне формулювання цієї аксіоми: існують подібні, але не рівні фігури.
З інших робіт Валліса чудові дослідження з визначення довжини дуги деяких кривих. Він зумів, на парі з Паскалем, знайти довжину дуги для арки циклоїди, її площу та положення центру маси сегмента циклоїди. Одночасно з Гюйгенсом та Реном він розв'язав питання про пружне зіткнення куль, спираючись на закон збереження кількості руху. Валліс, крім того, писав трактати з логіки, англійської граматики, про спосіб навчання глухонімих розмови та численні твори богословського та філософського змісту.